# Папунідзе Вахтанг Рафаелович
Вахтанг Рафаелович Папунідзе (1929, село Зендіді, тепер Кедський муніципалітет, Аджарія, Грузія — 1987, місто Батумі, тепер Аджарія, Грузія) — радянський державний діяч, 1-й секретар Аджарського обласного комітету КП Грузії. Депутат Верховної ради СРСР 10—11-го скликань. Доктор економічних наук, професор, академік Академії сільськогосподарських наук Грузинської РСР.

## Життєпис
Член КПРС з 1952 року.
У 1954 році закінчив Грузинський сільськогосподарський інститут у місті Тбілісі.
У 1954—1957 роках — агротехнік, молодший науковий співробітник Грузинської державної селекційної станції. Навчався в аспірантурі Грузинського сільськогосподарського інституту.
У 1957—1959 роках — завідувач відділу економіки і організації сільського господарства Грузинського науково-дослідного інституту землеробства.
У 1959—1972 роках — на керівних посадах у республіканських науково-дослідних інститутах економіки і планування народного господарства та економіки і організації сільського господарства Грузинської РСР.
У 1973—1974 роках — заступник завідувача сільськогосподарського відділу ЦК КП Грузії.
У лютому 1974 — 7 січня 1975 року — секретар Аджарського обласного комітету КП Грузії.
7 січня 1975 — 31 серпня 1986 року — 1-й секретар Аджарського обласного комітету КП Грузії.
Помер у 1987 році. Похований в місті Батумі в пантеоні Ферія.

## Нагороди і звання
- орден Трудового Червоного Прапора (1976)
- орден Дружби народів (1979)
- орден «Знак Пошани» (1986)
- медалі